# قائمة المجتمعات الافتراضية التي تحتوي على أكثر من 100 مليون مستخدم نشط
هذه القائمة الحالية تحتوي على أكثر من 100 مليون مستخدم نشط على المجتمعات الإفتراضية. اعتباراً من شهر نوفمبر 2016، 46.4 بالمئة من سكان العالم أو (3.3 مليار) استخدمو خدمات الإنترنت، أكثر بـ100 مرة من الناس الذين استخدموه سنة 1995

## القائمة
| الترتيب | الاسم           | المستخدمين المسجلين | المستخدمين النشطين | تاريخ الإطلاق | بلد المنشأ       | تاريخ إحصاء المستخدمين. |
| ------- | --------------- | ------------------- | ------------------ | ------------- | ---------------- | ----------------------- |
| 1       | فيسبوك          | 2+ مليار            | 1.59 مليار         | فبراير 2004   | الولايات المتحدة | ديسمبر 2015             |
| 2       | يوتيوب          | 1+ مليار            | 1 مليار            | فبراير 2005   | الولايات المتحدة | فبراير 2015}            |
| 3       | واتس أب         | 1+ مليار            | 1 مليار            | يناير 2011    | الولايات المتحدة | فبراير 2016             |
| -       | فيسبوك ماسنجر   | 2+ مليار            | 900 مليون          | أغسطس 2011    | الولايات المتحدة | أبريل 2016              |
| 3       | تينسنت كيو كيو  | 1+ مليار            | 853 مليون          | فبراير 1999   | الصين            | ديسمبر 2015             |
| 4       | وي شات          | 1+ مليار            | 697 مليون          | يناير 2011    | الصين            | ديسمبر 2015             |
| -       | تنسنت كيو زون   | 1+ مليار            | 640 مليون          | مايو 2005     | الصين            | ديسمبر 2015             |
| 5       | جوجل+           | 3+ مليار            | 540 مليون          | يونيو 2011    | الولايات المتحدة | أكتوبر 2013             |
| 7       | تويتر           | 1+ مليار            | 305 مليون          | مارس 2006     | الولايات المتحدة | ديسمبر 2015             |
| 8       | سكايب           | 663+ مليون          | 300 مليون          | أغسطس 2003    | إستونيا          | مارس 2014               |
| 9       | بايدو تيبا      | 1 مليار             | 300 مليون          | ديسمبر 2003   | الصين            | يوليو 2014              |
| 10      | فايبر           | 606 مليون           | 249 مليون          | ديسمبر 2010   | اسرائيل          | يونيو 2015              |
| 11      | سينا ويبو       | 503+ مليون          | 236 مليون          | أغسطس 2009    | الصين            | ديسمبر 2015             |
| 12      | لاين            | 600 مليون           | 215 مليون          | يونيو 2011    | اليابان          | ديسمبر 2015             |
| 13      | واي واي         | 773 مليون           | 122 مليون          | ديسمبر 2010   | الصين            | يونيو 2015              |
| 14      | سناب شات        | 100+ مليون          | 100+ مليون         | سبتمبر 2011   | الولايات المتحدة | مايو 2015               |
| 15      | بلاك بيري مسنجر | 190 مليون           | 100 مليون          | فبراير 2007   | كندا             | فبراير 2015             |
| 16      | بنترست          | 100+ مليون          | 100 مليون          | مارس 2010     | الولايات المتحدة | سبتمبر 2015             |
| 17      | لينكد إن        | 414 مليون           | 100 مليون          | مايو 2003     | الولايات المتحدة | ديسمبر 2015             |
| 18      | تيليجرام        | 100+ مليون          | 100 مليون          | أغسطس 2013    | ألمانيا          | فبراير 2016             |
| 19      | إنستغرام        | 400+ مليون          | 100 مليون          | أكتوبر 2010   | الولايات المتحدة | سبتمبر 2015             |

ملاحظة : "المستخدم النشط يعرف بالمستخدم الذي يتفاعل مع المجتمع في الثلاثين يوم الأخيرة عندما يكون مسجل دخول. هذا المقياس يختلف عن الزوار الشهريين والذي يتضمن قراء غير مسجلين والذين هم مستهلكين وليسو صناع المحتوى.